# Кевин Чилтън
Кевин Патрик „Чили“ Чилтън (на английски: Kevin Patrick „Chilli“ Chilton) е американски тест пилот, генерал от USAF и астронавт на НАСА, участник в три космически полета. От 3 октомври 2007 до 28 януари 2011 г. е командващ на Стратегическото командване на САЩ. Той е единствения астронавт в света достигнал такова военно звание и толкова висок пост във въоръжените сили на страната си. От 30 януари 2012 г. К. Чилтън е член на Борда на директорите в Орбиталната научна корпорация.

## Образование
Кевин Чилтън завършва елитния колеж St. Bernard High School в Плая дел Рей, Калифорния през 1972 г. През 1976 г. се дипломира като бакалавър по инженерни науки от Академията на USAF, Колорадо Спрингс, Колорадо. През 1977 г. получава магистърска степен по инженерна механика от Колумбийския университет в Ню Йорк.

## Военна кариера
Кевин Чилтън постъпва на служба в USAF веднага след дипломирането си през 1976 г. Завършва школа за пилоти в авиобазата Уилямс, Аризона през 1978 г. Започва да лети на модифициран разузнавателен самолет RF-4C Phantom II. Получава назначение в 15-а тактическа разузнавателна ескадрила, базирана в Окинава, Япония. Между 1978 и 1980 г. е инструктор на RF-4C Phantom II в американски разузнавателни подразделения в Япония, Корея и Филипините. През 1981 г. преминава курс на обучение на новия изтребител F-15 Eagle и става боен пилот в 67-а тактическа бойна ескадрила, базирана в Япония. От 1982 до 1984 г. е командир на 9-а и 7-а тактически бойни ескадрили, базирани в авиобазата Холоман, Ню Мексико, като в края на 1983 г. достига длъжност „командир на полетите“. През декември 1984 г. завършва школа за тест пилоти в авиобазата Едуардс, Калифорния като първенец на випуска. Назначен е за командир на 3247 – ма изпитателна ескадрила, базирана в авиобазата Еглин, Флорида. Тази длъжност заема до август 1987 г. Занимава се с изпитания на въоръжението и системите на изтребителите F-4 и F-15. През 1985 г. завършва с отличие генералщабния колеж в авиобазата Максуел, Монтгомъри, Алабама. През 2001 г. завършва втората и най-висша степен на обучение в същото висше учебно заведение. От август 1998 до май 1999 г. е директор на операциите в авиобазата Райт Патерсън, Охайо. От октомври 2000 до април 2002 г. е директор на военно-политическия отдел в Пентагона. До юни 2006 г. е командир на 8 – мо стратегическо авиокрило, базирано в авиобазата Барксдейл, Луизиана. От юни 2006 до септември 2007 г. е командващ на Космическото командване на САЩ – 14-а въздушна армия. На 26 юни 2006 г. е повишен в чин генерал (единствен от американските астронавти). На 3 октомври 2007 г. е назначен за командващ на Стратегическото командване на САЩ. Излиза в пенсия на 1 февруари 2011 г. По време на службата си К. Чилтън има повече от 5000 полетни часа на реактивни самолети.

### Промоции
| Военно звание     | Отличителен знак | Промоция         |
| Лейтенант         |                  | 2 юни 1976 г.    |
| Старши лейтенант  |                  | 2 юни 1978 г.    |
| Капитан           |                  | 2 юни 1980 г.    |
| Майор             |                  | 2 май 1985 г.    |
| Подполковник      |                  | 2 юни 1989 г.    |
| Полковник         |                  | 1 януари 1993 г. |
| Бригаден генерал  |                  | 1 май 1999 г.    |
| Генерал-майор     |                  | 1 април 2002 г.  |
| Генерал-лейтенант |                  | 9 август 2005 г. |
| Генерал           |                  | 26 юни 2006 г.   |

## Служба в НАСА
Кевин Чилтън е избран за астронавт от НАСА на 5 юни 1987 г., Астронавтска група №12. През август 1988 г. завършва успешно курса на обучение и получава квалификация пилот в програмата Спейс шатъл. Първите си назначения получава като CAPCOM офицер в няколко мисии на космическата совалка. Чилтън взима участие в три космически полета и има 704 часа в космоса.

### Полети
| Космически полети на Кевин Патрик Чилтън           | Космически полети на Кевин Патрик Чилтън | Космически полети на Кевин Патрик Чилтън | Космически полети на Кевин Патрик Чилтън | Космически полети на Кевин Патрик Чилтън | Космически полети на Кевин Патрик Чилтън | Космически полети на Кевин Патрик Чилтън |
| №                                                  | Дата                                     | КК                                       | Емблема на мисията                       | Функции                                  | Продължителност                          |                                          |
| -------------------------------------------------- | ---------------------------------------- | ---------------------------------------- | ---------------------------------------- | ---------------------------------------- | ---------------------------------------- | ---------------------------------------- |
| 1                                                  | 7 май 1992                               | „Индевър“, мисия STS-49                  |                                          | Пилот                                    | 8 денонощия 21 часа 17 мин. 38 сек.      |                                          |
| 2                                                  | 9 април 1994                             | „Индевър“, мисия STS-59                  |                                          | Пилот                                    | 11 денонощия 05 часа 49 мин. 30 сек.     |                                          |
| 3                                                  | 22 март 1996                             | „Атлантис“, мисия STS-76                 |                                          | Командир                                 | 9 денонощия 05 часа 16 мин. 48 сек.      |                                          |
| Сумарно време в космоса – 29 дни 08 часа 22 минути |                                          |                                          |                                          |                                          |                                          |                                          |

## Награди
- Медал за изключителни заслуги (2);
- Медал за отлична служба (3);
- Легион за заслуги (2);
- Летателен кръст за заслуги;
- Медал за похвална служба;
- Медал за похвала (2);
- Въздушен медал за заслуги;
- Медал на НАСА за участие в космически полет (3).
- Медал на НАСА за изключително лидерство;
- Медал на НАСА за изключителни постижения.

На 5 май 2012 г. Кевин Чилтън е включен в Астронавтската зала на славата.